# Xã Inman, Quận Otter Tail, Minnesota
Xã Inman (tiếng Anh: Inman Township) là một xã thuộc quận Otter Tail, tiểu bang Minnesota, Hoa Kỳ. Năm 2010, dân số của xã này là 290 người.